# Xanthorhoe sublesta
Xanthorhoe sublesta là một loài bướm đêm trong họ Geometridae.